# Commidendrum rugosum
Commidendrum rugosum (Engels: scrubwood) is een plantensoort uit de composietenfamilie (Asteraceae). De soort is endemisch op Sint-Helena. De boom groeit in kreupelhout op rotsachtig terrein, in gebieden tussen de 100 en 580 meter hoogte. De soort staat op de Rode Lijst van de IUCN geklasseerd als 'kwetsbaar'.